# Austrolimnophila (Austrolimnophila) byersiana
Austrolimnophila (Austrolimnophila) byersiana is een tweevleugelige uit de familie steltmuggen (Limoniidae). De soort komt voor in het Neotropisch gebied.